# Azillanet
Azillanet är en kommun i departementet Hérault i regionen Occitanien i södra Frankrike. Kommunen ligger i kantonen Olonzac som tillhör arrondissementet Béziers. År 2022 hade Azillanet 353 invånare.

## Befolkningsutveckling
Antalet invånare i kommunen Azillanet
Referens:INSEE